# Saikat Chakrabarti
Saikat Chakrabarti, né le 12 janvier 1986 à Fort Worth (Texas) est un ingénieur américain, conseiller politique et militant de gauche. Ancien directeur exécutif du comité d'action politique Justice Democrats, il est jusqu'en août 2019 chef de cabinet de Alexandria Ocasio-Cortez, représentante des États-Unis pour le 14e district de l'État de New York.
Le 5 février 2025, il annonce sur le réseau social X sa candidature aux élections de la Chambre des représentants de 2026 pour le 11e district de la Californie, représenté depuis 1987 par Nancy Pelosi.
Proche de Bernie Sanders et de l'aile gauche du Parti démocrate, il est l'un des principaux promoteurs du Green New Deal.

## Jeunesse et études
Né en 1986 de parents immigrés indiens aux revenus modestes, Saikat Chakrabarti grandit à Fort Worth, au Texas, où il bénéficie d'une « excellente » éducation publique.
Il étudie à la prestigieuse université Harvard, dont il sort diplômé en 2007 d'un bachelor of arts (BA) en informatique.

## Carrière
Saikat Chakrabarti s'installe à San Francisco en 2009, où il cofonde Mockingbird, un outil de conception web, puis intègre la société Stripe,.
En 2015, il rejoint la campagne présidentielle de Bernie Sanders, sénateur démocrate du Vermont, proche des Socialistes démocrates d'Amérique et représentant de l'aile gauche du parti.
En 2017, il participe à la création du comité d'action politique (en anglais, political action committee ou PAC) Justice Democrats, un an après avoir cofondé Brand New Congress, une association chargée de recruter près de 400 nouveaux candidats susceptibles de représenter l'aile gauche du parti démocrate au Congrès. Parmi les 12 candidats retenus, seule Alexandria Ocasio-Cortez est élue dans le 14e district de l'État de New-York.
En 2019, alors chef de cabinet de Alexandria Ocasio-Cortez, il figure en 4e position du classement « Power List » édité par Politico afin d'identifier les responsables politiques, militants et collaborateurs « appelés à jouer un rôle crucial » à l'approche de l'élection présidentielle de 2020.
En février 2025, Saikat Chakrabarti annonce sa candidature aux élections de la Chambre des représentants de 2026 pour le 11e district de Californie, fief de la doyenne de l'establishment démocrate Nancy Pelosi,,. Il fait le constat d'un parti démocrate « paralysé » et en quête d'un « nouveau leadership ».

## Vie privée
Saikat Chakrabarti est marié à l'avocate Kamilka Malwatte, avec laquelle il a une fille.